# Mestra burchelli
Mestra burchelli är en fjärilsart som beskrevs av Dudley Moulton 1908. Mestra burchelli ingår i släktet Mestra och familjen praktfjärilar. Inga underarter finns listade i Catalogue of Life.